# Escroc, Macho et Gigolo
Pour plus de détails, voir Fiche technique et Distribution.
Escroc, Macho et Gigolo (Cane e gatto) est un film italien réalisé par Bruno Corbucci et sorti en 1983.

## Synopsis
Aux États-Unis, le sergent Parker poursuit Tony Roma, un gigolo qui abuse des vieilles dames. L'astucieux sergent tend un piège et attend tranquillement que l'escroc se prenne les pieds dedans. Voulant se cacher de Parker, Tony se retrouve involontairement témoin d'un assassinat entre gangsters...

## Fiche technique
- Titre original : Cane e gatto (litt. Chien et Chat)
- Titre français : Escroc, Macho et Gigolo
- Réalisation : Bruno Corbucci
- Scénario : Mario Amendola et Bruno Corbucci
- Photographie : Silvano Ippoliti et Ben McDermott
- Montage : Ashley Daleki
- Musique :Fratelli La Bionda
- Production : Josi W. Konski (en)
- Pays :  Italie
- Langue : anglais
- Format : Couleur - 35 mm - 1,66:1 - son mono
- Genre : Comédie, Film d'action
- Durée : 101 minutes
- Dates de sortie : 
  - Italie : 11 février 1983
  - France : 13 juillet 1983

## Distribution
- Bud Spencer (VF : Claude Bertrand) : sergent Alan Parker
- Tomás Milián (VF : Gérard Hernandez) : Tony Roma
- Marc Lawrence (VF : René Bériard) : Don Salvatore Licuti
- Don Sebastian (VF : Antoine Marin) : capitaine Browning
- Margherita Fumero (VF : Dominique Page) : Debora
- Billy Garrigues (VF : Patrick Poivey) : sergent Haig
- Joan Call (VF : Évelyne Grandjean) : Annunziata Pipino
- Robbie Young (VF : Monique Thierry) : Pamela
- Don Fitzgerald (VF : Michel Beaune) : sénateur Anderson
- Joan Murphy (VF : Nelly Benedetti) : Virginia Anderson (non créditée)
- Darcy Shean (VF : Jeanine Freson) : Marion (non créditée)
- Cristina Trotter (VF : Julia Dancourt) : Mrs. Haig (non créditée)

## Autour du film
- Frère du  réalisateur et scénariste Sergio Corbucci, Bruno Corbucci dirigera deux ans plus tard le duo Terence Hill-Bud Spencer dans Les Super-flics de Miami.
- L'acteur et cascadeur Jeff Moldovan (1953–2013) a fait sa première apparition à titre d'acteur dans le rôle d'un cogneur armé d'un couteau rétractable. Il a joué ensuite le rôle de Charlie Chan, le chef des combattants asiatiques armé du même couteau rétractable, dans le film Quand faut y aller, faut y aller sorti la même année.
- « Quand faut y aller, faut y aller ! » est d'ailleurs une réplique prononcée par Bud Spencer dans le film.